# ياسين وليد
ياسين وليد (13 جوان 1993 معسكر-) سياسي جزائري عيّنهُ الرئيس عبد المجيد تبون في 02 جانفي 2020 وزيراً منتدبا لدى وزير المؤسسات الصغيرة والمؤسسات الناشئة واقتصاد المعرفة، مكلفا بالمؤسسات الناشئة. وهي الوزارة المنتدبة التي تم استحداثها مؤخرا في حكومة الرئيس تبون. يعتبر ياسين أصغر وزيرا في الحكومة الجزائرية الحالية.وفي يوم 18 نوفمبر 2024 عين كوزير للتكوين والتعليم المهنيين في حكومة نذير العرباوي الثانية 

## الحياة الشخصية
ولد في مدينة معسكر الواقعة بالغرب الجزائري وهو أعزب.

## الحياة العلمية
تلقى تعليمه الثانوي بمدينة معسكر حيث تحصل على شهادة الباكالوريا شعبة علوم طبيعية في سنة 2011, انتقل بعدها إلى كلية الطب بـجامعة سيدي بلعباس في الغرب الجزائري أين تحصل على شهادة دكتوراه في الطب العام في أوت 2018

## الحياة المهنية
في سبتمبر سنة 2019 أسس رفقة شريك له شركة سمارت وايز Smart Ways وهي مؤسسة أعمال مصممة لتشجيع الشركات على إدارة الخدمات اللوجستية. وفي شهر ديسمبر من نفس العام أسس شركة برايت سولوشنز Brit Solutions وهي شركة معلوماتية رائدة في تقديم حلول وخدمات تكنولوجيا المعلومات يقع مقرها الرئيسي في بريطانيا.